# Aldo Ranks
Aldo Vargas, mais conhecido por seu nome artístico Aldo Ranks, é um cantor panamenho de reggae em espanhol. De 1992 a 1998 foi a sua época de ouro em seu país e foi o rapper mais proeminente do Panamá, apoiado pelos melhores produtores do gênero, tais como DJ Pablito e El Chombo em álbuns como Tales from the Crypt e The Mafia. Atualmente grava pelo selo Panama Music.